# Nitrogods
Nitrogods ist eine Rock-Band aus Deutschland (Hannover/Stuttgart). Sie wurde 2011 gegründet und veröffentlichte 2012 ihr gleichnamiges erstes Studioalbum.

## Geschichte
Nitrogods wurden von Gitarrist Henny Wolter (Ex-Primal Fear) gegründet. Neben Wolter bestehen Nitrogods aus Claus "Oimel" Larcher (Bass, Gesang) und dem ehemaligen Freedom Call und Ex-Primal Fear Schlagzeuger Klaus Sperling.
Für ihr erstes Studio-Album "Nitrogods" konnten sie Nazareth-Sänger Dan McCafferty und Ex-Motörhead-Gitarrist „Fast“ Eddie Clarke als Gastmusiker gewinnen. Erschienen ist das Album beim Label Steamhammer, das zum Musiklabel SPV gehört. Das zweite Album "Rats & Rumours" wurde 2014 veröffentlicht. Am 16. April 2016 erschien eine auf 450 Stück limitierte Vinyl-Single mit dem Song: "Mayhem". Das Album „Roadkill BBQ“ folgte am 26. Mai 2017 weltweit über Steamhammer / SPV. Am 21. Juni 2019 erschien das neue Album "Rebel Dayz" über "Massacre Records".

## Stil
Nitrogods spielt Rock, der durch Psychobilly, Punk und Blues beeinflusst ist.

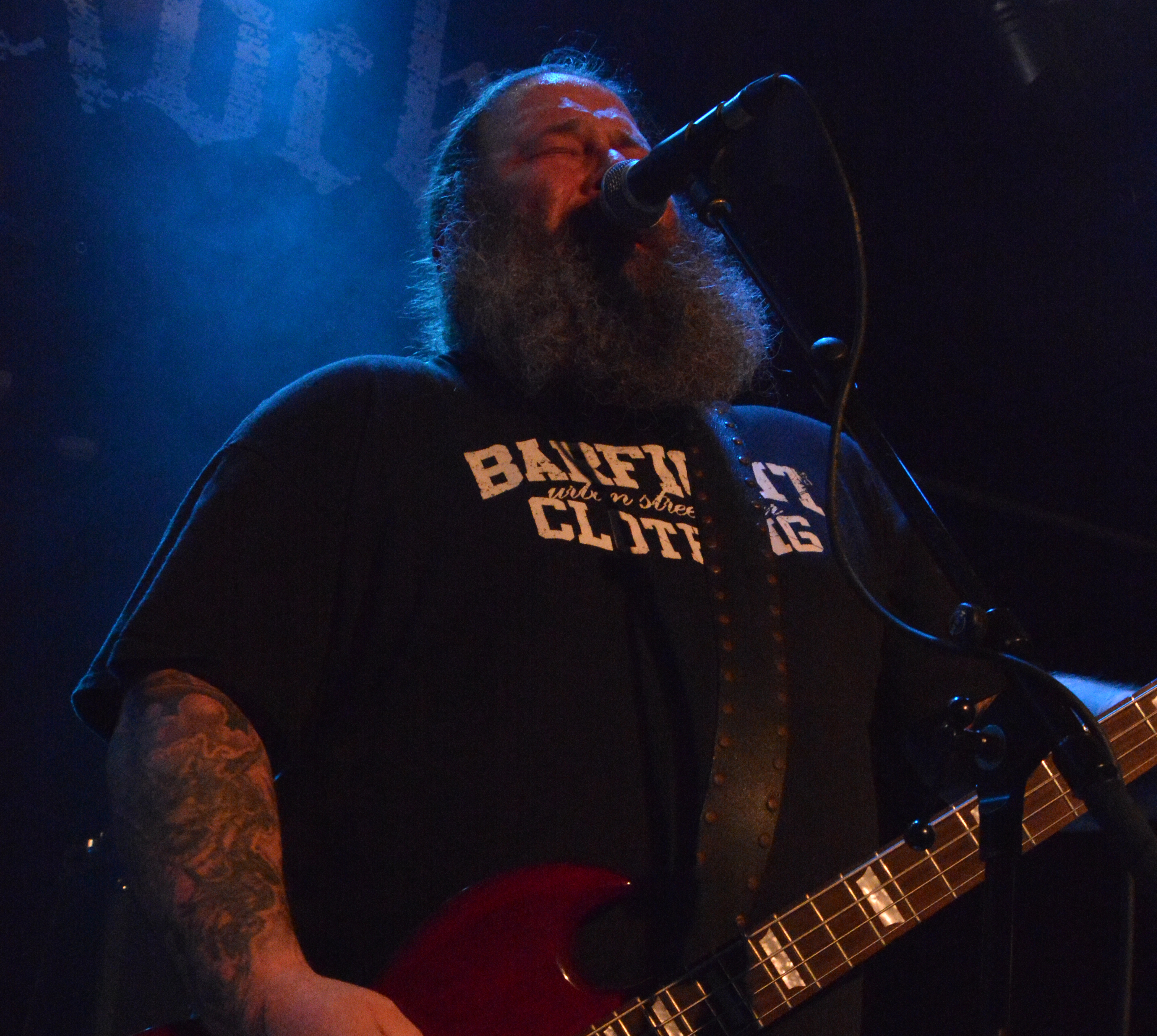
Claus "Oimel" Larcher
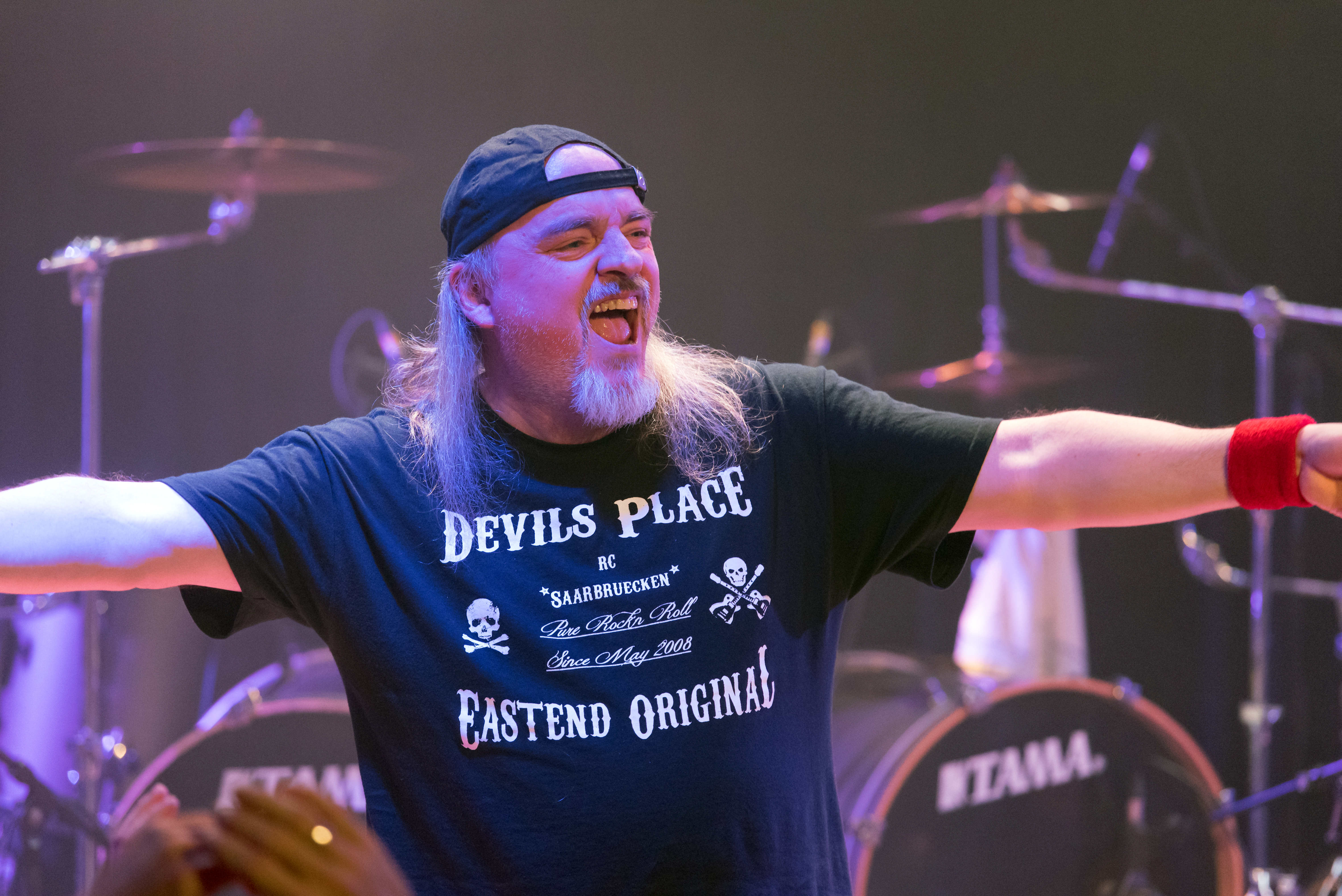
Klaus Sperling
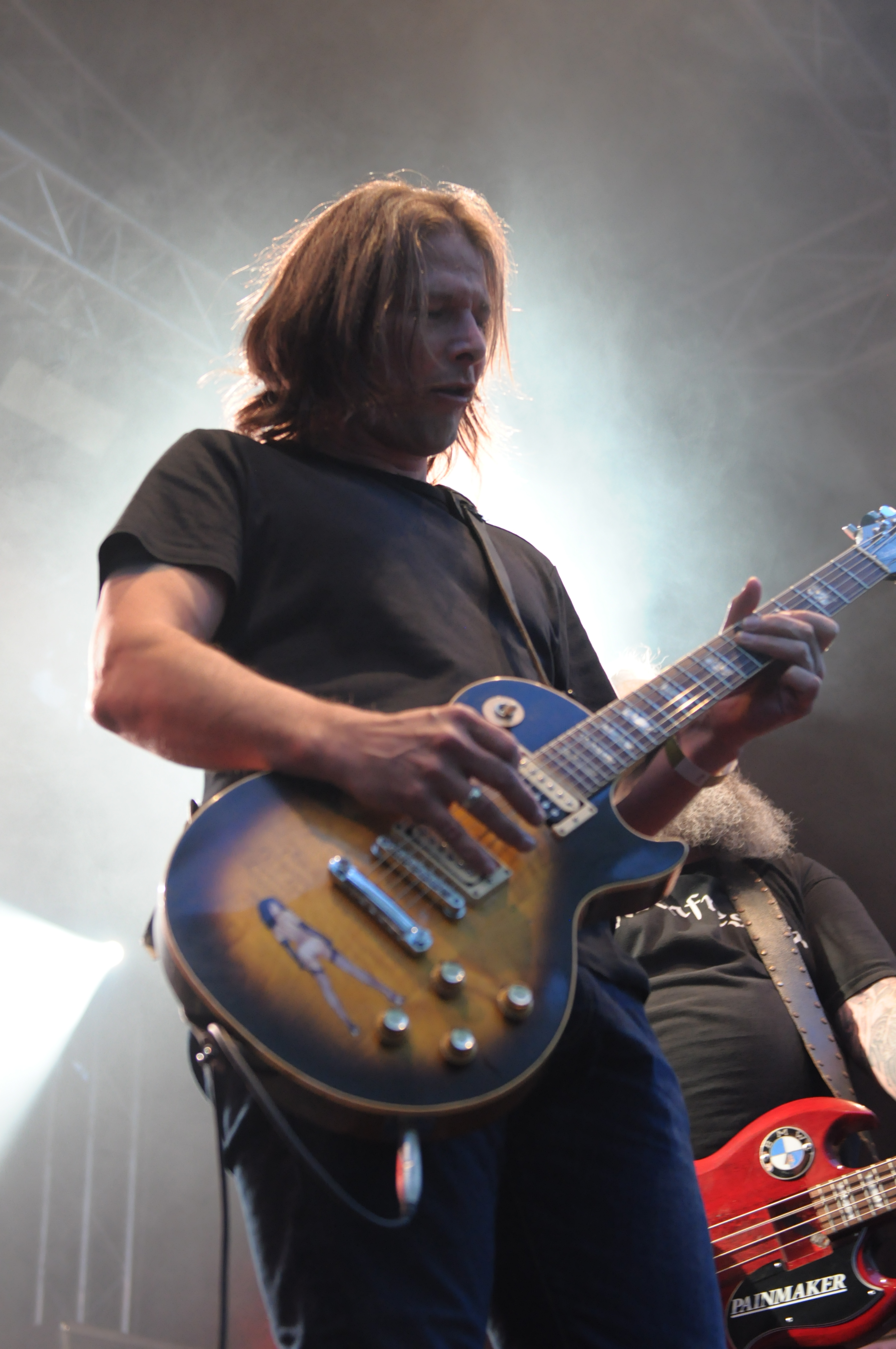
Henny Wolter
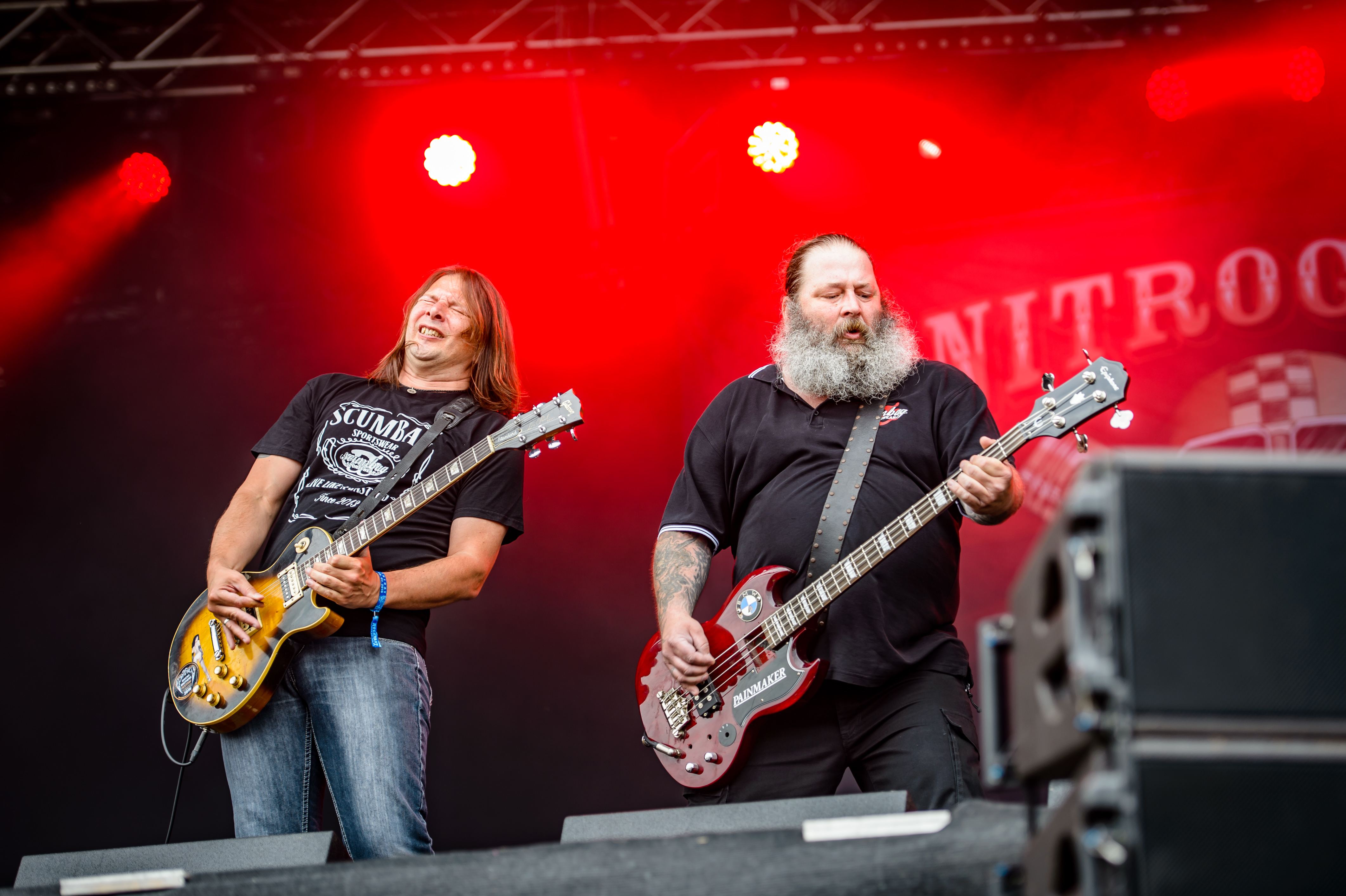
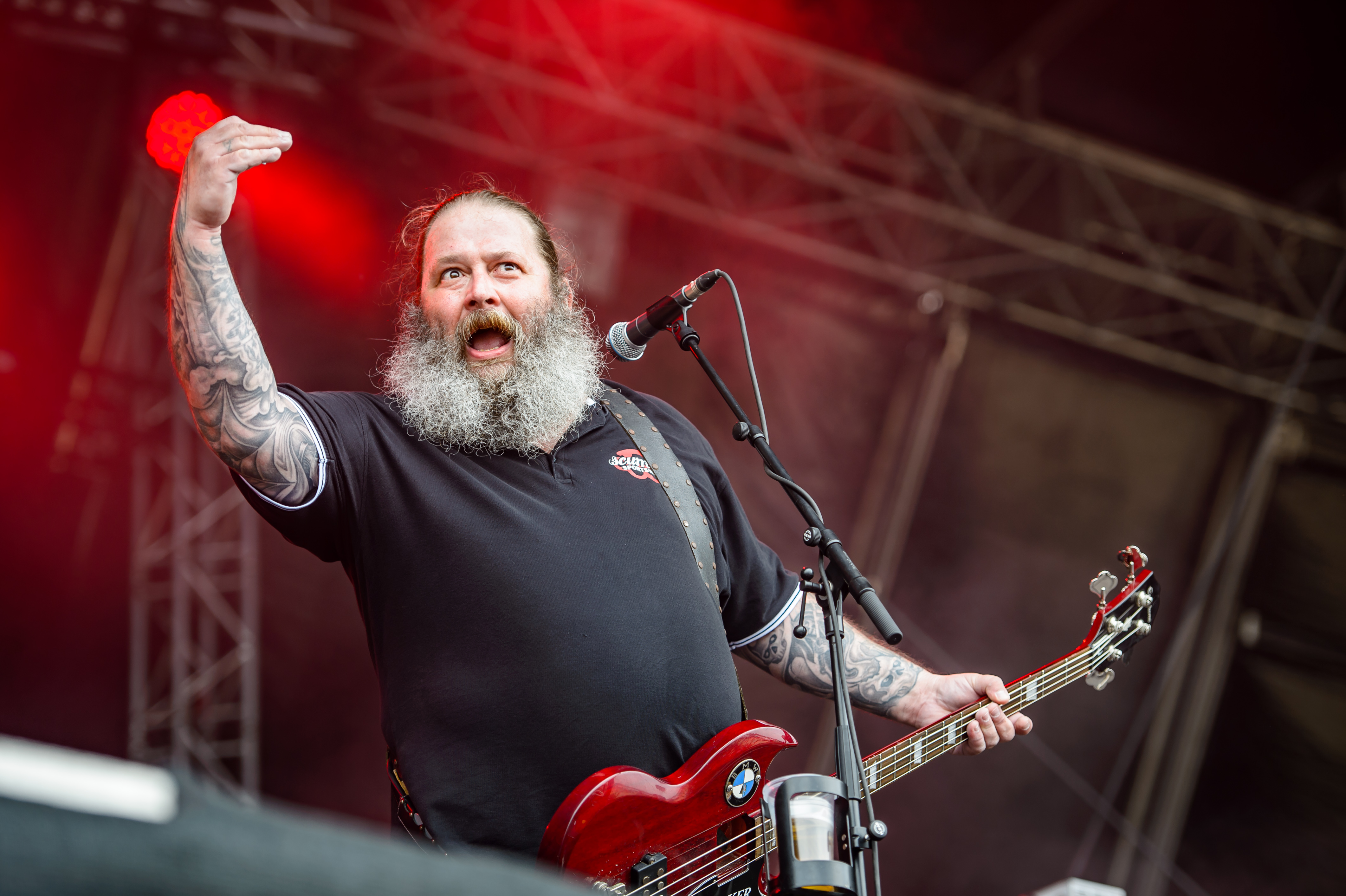
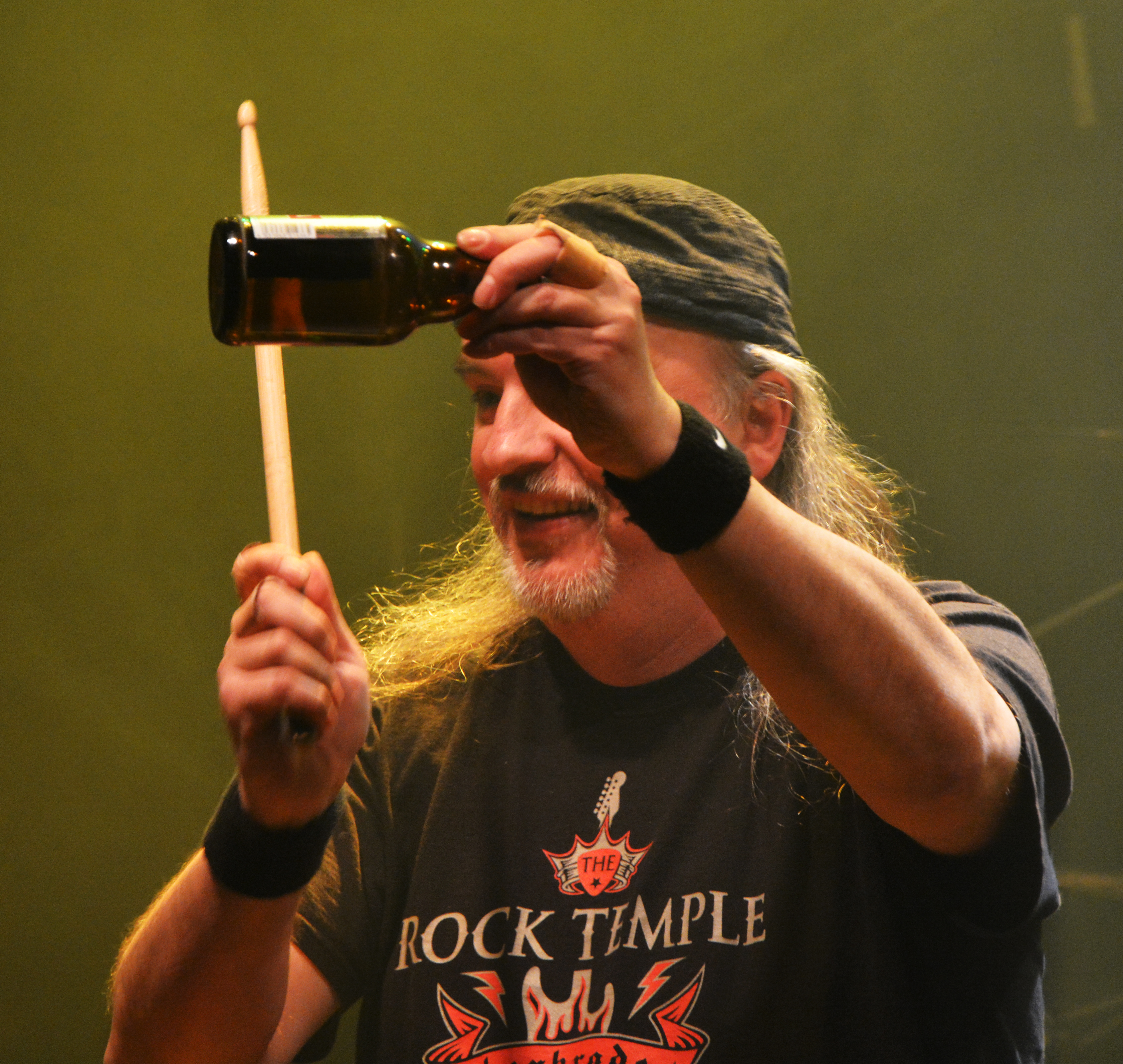
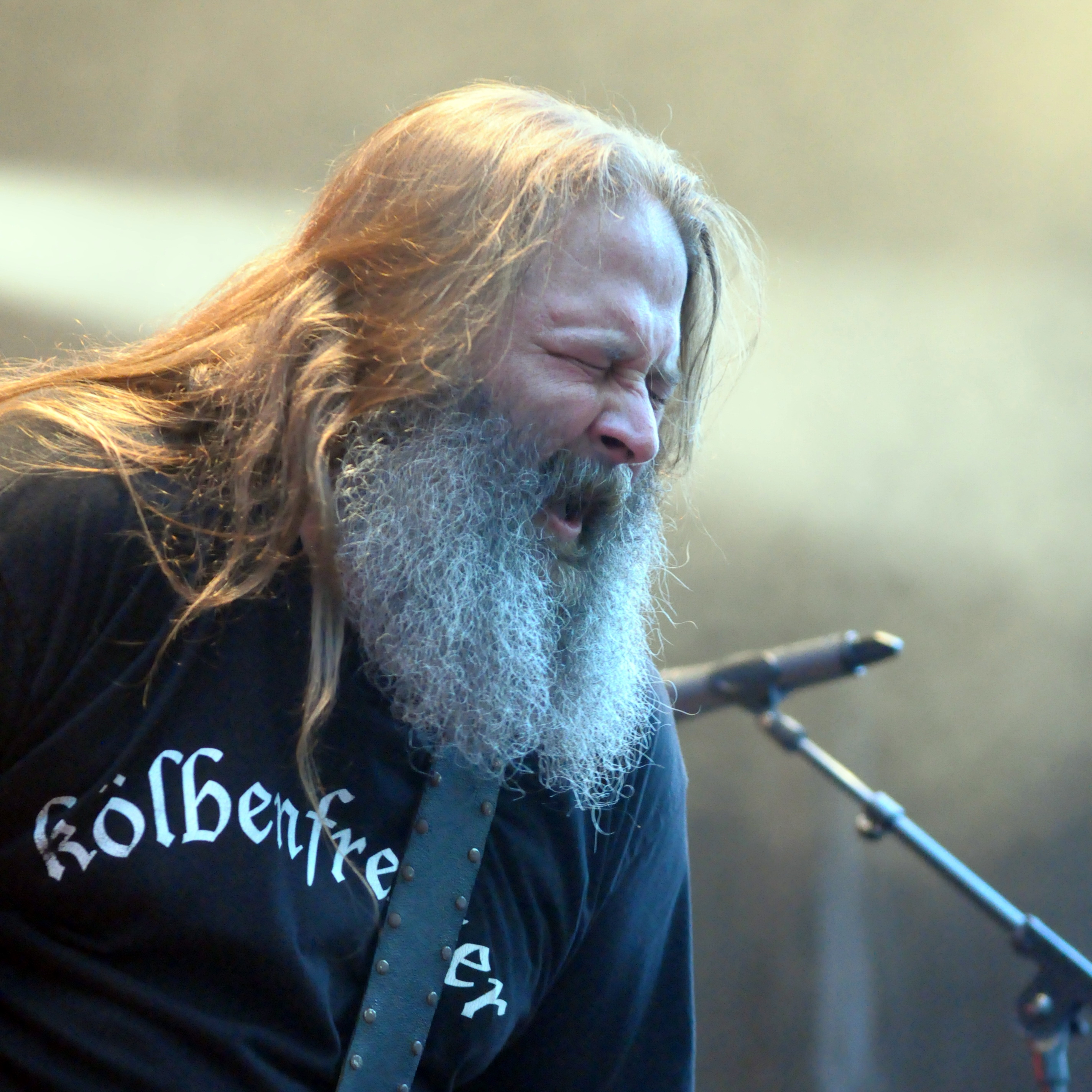
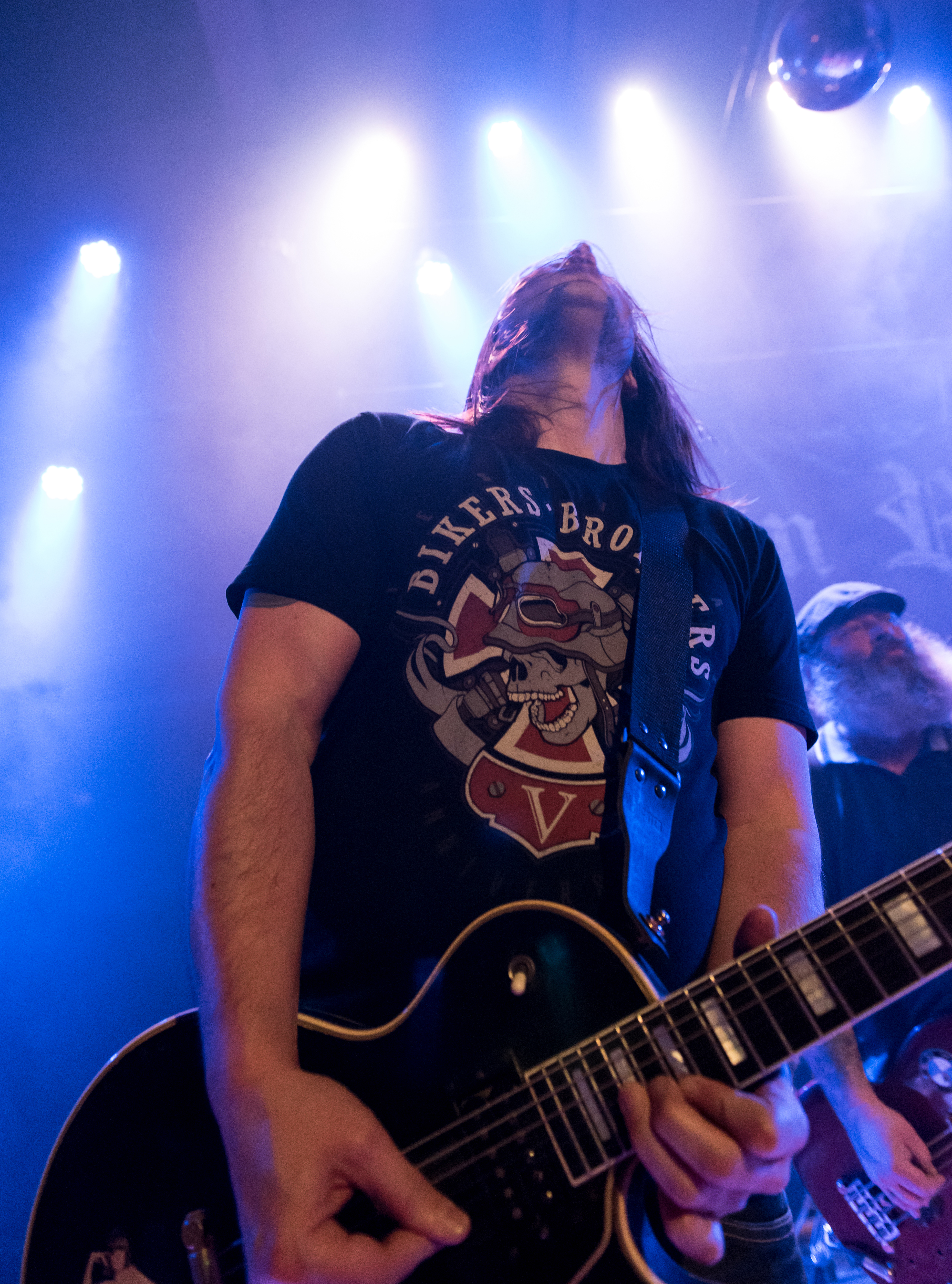
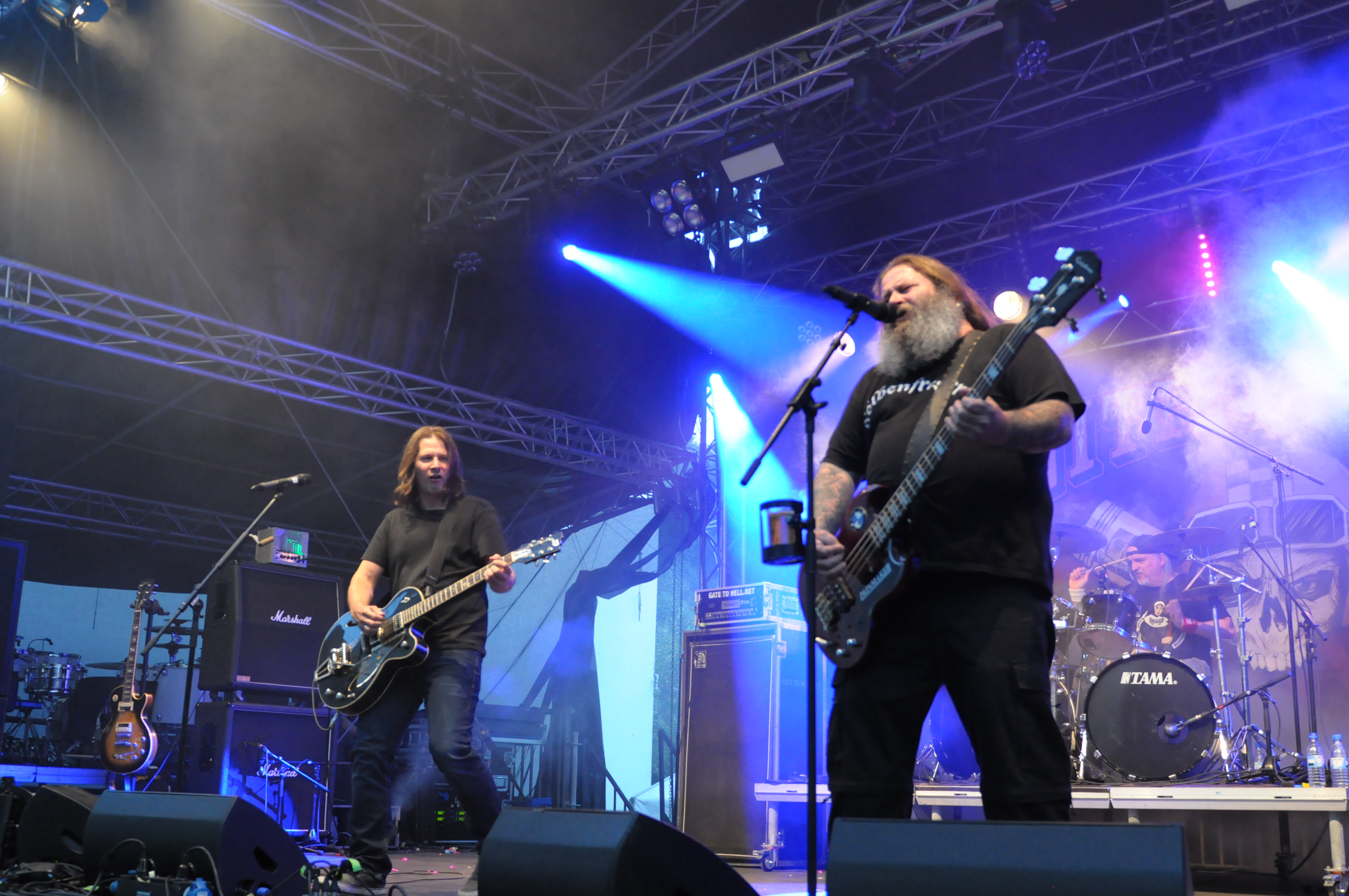

## Diskografie
Studioalben
- 2012: Nitrogods
- 2014: Rats & Rumours
- 2016: Mayhem (7” Single)
- 2017: Roadkill BBQ
- 2017: Tribute to Lemmy EP
- 2019: Rebel Dayz
- 2024: Valley of the Gods

Livealben
- 2022: Ten Years of Crap